# Эскудильо
Эскудильо (от исп. escudilho, буквально «маленький щит») — курсовая монета Испании, Португалии и Южной Америки номиналом в 1⁄2 эскудо. В Испании монету также называли «коронилла» или «коробилья» (от исп. coronilla, corobilla — маленькая корона). Еще одно встречающееся название — «золотой пиастр» (из-за равенства эскудильо 8 реалам, которые по стоимости соответствовали серебряному пиастру, испанской разновидности монет талерового типа).

## История чеканки

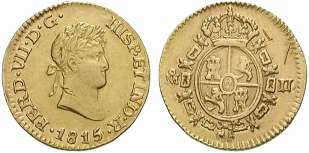
Эскудильо Фернандо VII, чекан Мехико

В Испании эскудильо представляло собой золотую монету, приравненную к 8 серебряным реалам, что составляло самую крупную серебряную монету Испанской колониальной империи. В отличие от старших номиналов, на эскудильо не чеканилась цепь Ордена Золотого Руна, а щит был меньше относительно короны. При Карле III масса эскудильо составляла 1,69 грамма при 917-й пробе металла, позже сниженной до 900-й. 
В Португалии эскудильо, как и прочие монеты, номинированные в эскудо, почти не чеканилось, и имели чуть большую массу, чем испанское, при такой же пробе металла.